# Napeanthus
Napeanthus é um género botânico pertencente à família Gesneriaceae.

## Sinonímia
Hatschbachia, Marssonia

## Espécies
Apresenta 23 espécies:
Napeanthus andina Napeanthus andinus Napeanthus apodemus
Napeanthus bicolor Napeanthus bracteatus Napeanthus brasiliensis
Napeanthus bullatus Napeanthus costaricensis Napeanthus ecuadorensis
Napeanthus ecuadoriensis Napeanthus jelskii Napeanthus loretensis
Napeanthus macrostoma Napeanthus primulifolius Napeanthus primulinus
Napeanthus reitzii Napeanthus repens Napeanthus rigidus
Napeanthus riparius Napeanthus robustus Napeanthus saxicola
Napeanthus spathulatus Napeanthus subacaulis